# Musée d'Art contemporain et d'Art régional d'Annecy
Le musée de l'agglomération d'Annecy est installé dans le château d'Annecy, plus précisément dans le Logis Vieux et le Logis Nemours. Il fait partie du « réseau Art médiéval dans les Alpes ».

## Musée d'art populaire alpin
On y trouve nombreuses sculptures et des peintures régionales. Ainsi qu'une importante collection de coffres, berceaux, fauteuil, armoires, lits, tables, chaises, objets sculptées, photographies et maquettes de chalets d'alpages.

## Expositions temporaires
Des expositions sont accueillies et renouvelés fréquemment, les thèmes en sont assez variés. De l'art classique à l'art contemporain en passant au moment du festival du film d'animation à des expositions sur le thème de l'animation cinématographique.

## Le réseau Art médiéval dans les Alpes
Le réseau Art médiéval dans les Alpes est une évolution du réseau « Sculpture médiévale dans les Alpes », crée en 2002, qui regroupe les : musée-Château d'Annecy, musée du monastère royal de Brou à Bourg-en-Bresse, musée savoisien et conservation départemental à Chambéry, musée d'art et d'histoire de Fribourg, musée d'art et d'histoire de Genève, musée d'histoire du Valais à Sion, musée diocésain à Suse, museo Civico d'Arte AnticaPalazzo Madama à Turin, Assessorat de l'éducation et de la culture de la Vallée d'Aoste.